# セントピーターズバーグ女子オープン
セントピーターズバーグ女子オープン（St. Petersburg Women's Open）は、1954年から1989年まで開催されたLPGAツアーの公式トーナメントである。フロリダ州セントピーターズバーグ地域の3つのコースで開催された。
世界ゴルフ殿堂入りメンバーであるキャシー・ウィットワースは、このトーナメントで5回優勝している（1965年、1968 – 70年、1974年）。 LPGAの同一大会で5勝しているのは、ウィットワース以外には3人のみである。

## 開催コース
| 年                        | コース名                                 | 都市                   |
| ------------------------- | ---------------------------------------- | ---------------------- |
| 1954-70年、1972年         | サンセット・ゴルフ&カントリー・クラブ    | セントピーターズバーグ |
| 1971年、1975年、1977-89年 | パサデナ・ゴルフ・クラブ                 | ガルフポート           |
| 1973-74年、1976年         | セミノール・レイクス・カントリー・クラブ | セミノール             |

## 優勝者
USXゴルフ・クラシック
- 1989年: ベッツィ・キング
- 1988年: ロージー・ジョーンズ（英語版）

S&Hゴルフ・クラシック
- 1987年: シンディ・ヒル（英語版）
- 1986年: パット・ブラッドリー
- 1985年: アリス・ミラー（英語版）
- 1984年: ヴィッキー・ファーゴン（英語版）
- 1983年: ホリス・ステーシー
- 1982年: ホリス・ステーシー
- 1981年: ジョアン・カーナー
- 1980年: ドット・ジャーメイン（英語版）

オレンジブロッサム・クラシック
- 1979年: ジェーン・ブラロック
- 1978年: ジェーン・ブラロック
- 1977年: ジュディ・ランキン
- 1976年: ジョアン・カーナー
- 1975年: エイミー・オルコット
- 1974年: キャシー・ウィットワース
- 1973年: サンドラ・ヘイニー
- 1972年: キャロル・マン
- 1971年: ヤン・フェラーリス（英語版）
- 1970年: キャシー・ウィットワース

オレンジブロッサム・オープン
- 1969年: キャシー・ウィットワース

セントピーターズバーグ・オレンジブロッサム・オープン
- 1968年: キャシー・ウィットワース

セントピーターズバーグ・オレンジ・クラシック
- 1967年: マリリン・スミス

セントピーターズバーグ女子オープン
- 1966年: マリリン・スミス

セントピーターズバーグ・オープン
- 1965年: キャシー・ウィットワース

セントピーターズバーグ女子オープン・インビテーショナル
- 1964年: メアリー・レナ・フォーク

セントピーターズバーグ女子オープン
- 1963年: ミッキー・ライト

セントピーターズバーグ・オープン
- 1962年: ルイーズ・サグス
- 1961年: ミッキー・ライト
- 1960年: ビバリー・ハンソン
- 1959年: ルイーズ・サグス
- 1958年: ベッツィー・ロールズ
- 1957年: メアリー・レナ・フォーク
- 1956年: キャシー・コーネリアス
- 1955年: パティー・バーグ
- 1954年: ビバリー・ハンソン